# Oxyropsis acutirostris
Oxyropsis acutirostris — вид риб з роду Oxyropsis родини Лорікарієві ряду сомоподібні. Інша назва «гостроносий сом».

## Опис
Загальна довжина сягає 4,4 см. Голова сплощена зверху, ніс витягнутий та загострений. Очі відносно великі. Тулуб витягнутий, трохи кремезний, вкрито кістковими пластинками. Спинний плавець тонкий, скошений назад. Уздовж бічної лінії розташовані збільшені одонтоди (шкіряні зубчики). Грудні плавці дещо витягнуті та широкі, з округлими кінчиками. Черевні плавці маленькі. Анальний плавець витягнутий, з короткою основою. У самців біля анального плавця присутній генітальний горбок. Хвостове стебло довгасте й вузьке. Хвостовий плавець стиснутий та тонкий або розрізаний з помірно широкими лопатями.
Забарвлення верхньої частини плямисто-коричневе, нижня — брудно-біле.

## Спосіб життя
Демерсальна риба. Воліє до прісної води. Зустрічається у каламутних водах з рясною рослинністю. Активна вдень, «пересуваючись» з листя на листя. Живиться переважно водоростями.

## Розповсюдження
Мешкає у басейнах річок Оріноко і Негро — у межах Венесуели, Колумбії та Бразилії.